# Flamenco (film, 1957)
Pour plus de détails, voir Fiche technique et Distribution.
Flamenco (Spanish Affair) est un film américano-espagnol de Don Siegel et Luis Marquina, sorti en 1957.

## Fiche technique
- Titre original : Spanish Affair
- Titre français : Flamenco
- Réalisation : Don Siegel et Luis Marquina
- Scénario : Richard Collins
- Photographie : Sam Leavitt
- Montage : Tom McAdoo
- Musique : Daniele Amfitheatrof
- Pays d'origine : États-Unis - Espagne
- Genre : drame
- Date de sortie : 1957

## Distribution
- Carmen Sevilla : Mari Zarubia
- Richard Kiley : Merritt Blake
- José Guardiola : Antonio
- Jesús Tordesillas : Sotelo
- José Marco Davó : Padre
- José Nieto : Client au bar